# Park Narodowy Galapagos
Park Narodowy Galapagos (Parque nacional Galápagos) – park narodowy utworzony 4 lipca 1959 roku na terenie należącego do Ekwadoru archipelagu Galapagos na Oceanie Spokojnym. Zajmuje powierzchnię 7995,4 km² co stanowi 97 procent powierzchni archipelagu. W 1978 roku archipelag został wpisany na listę światowego dziedzictwa UNESCO. Od 1984 roku jest rezerwatem biosfery UNESCO. W 2002 roku park został wpisany na listę konwencji ramsarskiej. W 2008 roku został zakwalifikowany przez BirdLife International jako ostoja ptaków IBA. 
Archipelag jest w większości pochodzenia wulkanicznego. Każda z wysp ma swoją specyfikę. Najwyższe wzniesienie sięga 1707 m n.p.m..
Na Galapagos występuje około 560 gatunków rodzimych roślin naczyniowych (w tym 180 endemicznych), 57 gatunków ssaków, 178 gatunków ptaków. Zwierzęta tu występujące to m.in.: pingwiny, legwany morskie, albatrosy, kormorany, zięby Darwina oraz żółwie słoniowe. W wodach wokół archipelagu żyją m.in.: rekin młot i uszanka galapagoska.
Szczegółowe informacje o archipelagu, jego florze i faunie w haśle Galapagos.